# Шапада-ди-Арея

Шапада-ди-Арея на карте штата.

Шапада-ди-Арея (порт. Chapada de Areia) — муниципалитет в Бразилии, входит в штат Токантинс. Составная часть мезорегиона Западный Токантинс. Входит в экономико-статистический микрорегион Риу-Формозу. Население составляет  1 335 человек на 2010 год. Занимает площадь 659,249 км². Плотность населения — 2,03 чел./км².
Праздник города —  25 мая. 

## История
Город основан в 1996 году.

## Демография
Согласно сведениям, собранным в ходе переписи 2010 г. Национальным институтом географии и статистики (IBGE), население муниципалитета составляет:
| Полное население                               | Полное население                               | Полное население                               | Полное население                               | 1 335 |
| ---------------------------------------------- | ---------------------------------------------- | ---------------------------------------------- | ---------------------------------------------- | ----- |
| в том числе:                                   | Городское население                            | 749                                            | Процент городского населения, %                | 56,10 |
|                                                | Сельское население                             | 586                                            | Процент сельского населения, %                 | 43,90 |
|                                                | Мужское население                              | 716                                            | Процент мужского населения, %                  | 53,63 |
|                                                | Женское население                              | 619                                            | Процент женского населения, %                  | 46,37 |
| Плотность населения, чел/км²                   | Плотность населения, чел/км²                   | Плотность населения, чел/км²                   | Плотность населения, чел/км²                   | 2,03  |
| Население муниципалитета в % к населению штата | Население муниципалитета в % к населению штата | Население муниципалитета в % к населению штата | Население муниципалитета в % к населению штата | 0,10  |

По данным оценки 2016 года население муниципалитета составляет 1 397 жителей.

## Статистика
- Валовой внутренний продукт на 2003 составляет 3.849.395,00 реалов (данные: Бразильский институт географии и статистики).
- Валовой внутренний продукт на душу населения на 2003 составляет 3.147,50 реалов (данные: Бразильский институт географии и статистики).
- Индекс развития человеческого потенциала на 2000 составляет 0,696 (данные: Программа развития ООН).

## Важнейшие населенные пункты
| № | Населённый пункт | Населённый пункт (порт.) | Категория | Население чел. (2010) | На карте                        |
| - | ---------------- | ------------------------ | --------- | --------------------- | ------------------------------- |
| 1 | Шапада-ди-Арея   | Chapada de Areia         | город     | 749                   | 10°08′29″ ю. ш. 49°10′45″ з. д. |